# 蘇植良
蘇植良（1959年8月6日—），香港公務員，曾擔任香港駐華盛頓經濟貿易辦事處處長、香港駐多倫多經濟貿易辦事處處長及大埔民政事務專員等要職，亦曾因出任副政府資訊科技總監而捲入上網學習支援計劃事件。
他在1991年加入港英政府任職政務主任，除了曾在布政司署保安科、工業署及港九政務署等多個部門任職外，亦曾被派駐欧洲、加拿大及美国等地。他早於在2000年代初就在政制事務局署任副局長及副秘書長等職務，而退休前則任政策創新與統籌辦事處助理總監。

## 早年生活
蘇植良於1959年8月6日在葡屬澳門出生。他於1976年於粵華中學完成倫敦大學普通教育证书課程後，由澳門移居香港入讀香港理工學院修讀電機工程學高級文憑，曾在1978年取得由香港電燈發放的獎學金，並於1979年畢業。他其後再於香港大學修讀机械工程學，並於1981年取得理學學士學位。及後，他更續於1985年在香港大學取得工商管理碩士學位。

## 公務員生涯
蘇植良於1991年1月加入港英政府任職政務主任。他在上任後即被派至布政司署保安科任職助理保安司。約一年半後，他在1992年7月被派至工業署出任負責部門品質事務的政務主任職位。雖然他在1993年4月被派至港九政務署出任九龍城東的助理民政主任，不過不久後隨著政務總署打算改組撤銷港九的分部門，他藉機會在不足半年後卸任，前往英国牛津大学進修一年公共行政学課程。
經過一年海外學習後，蘇在1994年7月重返布政司署財政科。不過他在1995年11月被外派至欧洲，於香港駐布魯塞爾經濟貿易辦事處出任駐欧洲联盟的助理代表，亦在任內升任高級政務主任，並直至1998年11月任滿三年才返回香港。返回香港後，他於政制事務局出任首席助理局長，曾負責包括選舉在內等政策事宜，並在五年任期內多次署任副局長或副秘書長職務。
他在2003年9月16日起擔任香港駐多倫多經濟貿易辦事處處長，接替早在同年8月已返回香港的余呂杏茜。他在派駐多倫多時因香港的政經變化，常與加拿大的各級政要會面，介紹內地與港澳關於建立更緊密經貿關係的安排、泛珠三角區域合作等新政策。及後，他亦在駐多倫多辦主導整個加拿大的香港特別行政區成立十周年紀念系列活動。蘇於2008年1月13日卸任並返回香港，升任副政府資訊科技總監。不過，他隨後再次在海外發展仕途，在2011空降香港駐華盛頓經濟貿易辦事處出任處長，為同駐當地的香港駐美總經貿專員唐智強的副手。雖然已經主動降職至駐華盛頓辦，但蘇因政府資訊科技總監葛輝指控港府在上網學習支援計劃中招标不公，蘇需回港到立法會解釋曾向葛輝施壓的質疑。雖然葛輝事件最終在建制派護航下否決調查港府，但蘇卻在2012年於駐華盛頓辦捲入行政長官曾蔭權的南美洲豪華外訪醜聞。
蘇在2013年9月9日返回香港並被委任為大埔民政事務專員，並在同月13日起獲委任為官守太平紳士。他任內大埔區因包括林村許願樹廣場及新骨灰安置所等多項工程而爭議四起，而早在2013年通過的大埔藝術中心項目則拖延至他卸任後才如願落成，不過他在2016年10月10日卸任時獲地區鄉紳讚揚做事親力親為且貢獻良多。蘇及後轉任中央政策組總研究主任，並在政策創新與統籌辦事處創立後轉任助理總監至2019年退休。

## 個人生活
蘇植良已婚，他亦曾為香港青年商會的義務成員。蘇的個人興趣為舞蹈及閱讀。

## 榮譽

### 殊勳
- 官守太平紳士（J.P.）（2013年9月13日－2016年10月10日[26]）

### 頭銜
- 蘇植良，JP（Bassanio So Chek-leung, JP，2013年9月13日－2016年10月10日[26]）

## 外部連結
- 蘇植良的個人官方領英頁面 Archive.today的存檔，存档日期2021-11-14

| 政府职务        | 政府职务                                                    | 政府职务      |
| --------------- | ----------------------------------------------------------- | ------------- |
| 前任： 余呂杏茜 | 香港駐多倫多經濟貿易辦事處處長 2003年9月16日－2008年1月13日 | 繼任： 蕭慕蓮 |
| 前任： 鄭青雲   | 大埔民政事務專員 2013年9月9日－2016年10月10日               | 繼任： 呂少珠 |